# Ипотешти (Ботошани)
Ипотешти (рум. Ipotești) насеље је у Румунији у округу Ботошани у општини Михај Еминеску. Oпштина се налази на надморској висини од 169 m.

## Становништво
Према подацима из 2002. године у насељу је живело 642 становника, од којих су сви румунске националности.